# Владан Матијевић
Владан Матијевић (Чачак, 16. новембар 1962) српски је књижевник. Добитник је Андрићеве награде за најбољу књигу прича 2000. и Нинове награде критике за најбољи роман 2003. године.

## Биографија
Осамнаест година је радио у фабрици базне хемије, од 2005. запослен је у галерији Надежда Петровић у Чачку.
Почео је са писањем поезије, његове песме штампане су у часописима већ почетком осамдесетих. Године 1991. објављује збирку песама Не реметећи расуло, која, по Матијевићу, представља преломни тренутак у његовом животу. Убрзо почиње да пише и прозу. Кратки роман Ван контроле је његово прво прозно дело.
До данас је објавио тринаест књига, већина је имала више издања. Романи су му превођени на француски, немачки, шпански, италијански, бугарски и македонски језик. Добитник је више значајних награда и признања у Србији, између осталих и Андрићеве награде за најбољу књигу прича 2000. године и Нинове награде критике за најбољи роман 2003. године.
О стваралаштву Владана Матијевића написано је више од стo критичких текстова, о њему су снимљена два документарна телевизијска филма аутора Јосипа Бабела (2004) и Олгице Ракић (2010). Био је гост у емисијама Веље Павловића "Ниво 23" (2014) на Студију Б и Раде Ђурић "Да сам ја неко" (2023) на Н1 телевизији. Писац и уредник Александар Гаталица снимио је 2016. за РТС получасовну емисију Књижевни дијалог са Владаном Матијевићем.
У једном интервјуу изјавио је:
Уметничко стварање, писање посебно, није спортско такмичење које човека обавезује на све боље резултате. Да би се од њега живело мора се мислити на тираже и објављивати бар једном годишње. Ја то не могу. Живео сам за писање, али не и од њега, и не видим како би се то могло променити?! То је моја судбина.
Живи у Чачку.

## Награде
- Награда „Милутин Ускоковић”, за приповетку „Пролеће Филипа Кукавице”, 1999.[2]
- Андрићева награда, за књигу прича Прилично мртви, 2000.
- Награда „Јован Дучић” (2), за приповетку „Замагљени круг”, Књижевна заједница „Јован Дучић”, Требиње, 2002.
- Нинова награда, за роман Писац издалека, 2004.
- Награда „Златни хит либер”, за роман Писац издалека, 2004.
- Награда „Златни бестселер”, за роман Писац издалека, 2004.
- Награда „Меша Селимовић”, за роман Врло мало светлости, 2011.
- Награда „Борисав Станковић”, за роман Врло мало светлости, 2011.
- Награда „Исидора Секулић”, за роман Врло мало светлости, 2011.
- Награда „Кочићево перо”, за књигу есеја Мемоари, амнезије, 2012.
- Награда „Кочићева књига”, за књигу есеја Мемоари, амнезије, 2012.
- Награда „Стеван Сремац”, за књигу прича Пристаништа, 2015.
- Награда „Данко Поповић”, за књигу прича Пристаништа, 2015.
- Награда „Рамонда сербика”,за целокупно књижевно дело и значајан допринос књижевности и култури, 2019.
- Награда „Златни крст кнеза Лазара”, за целокупно књижевно дело, 2023.
- Књижевна награда „Београдски победник”, за роман Пакрац, 2024.[3]

## Дела

#### Романи
- Ван контроле (1995)
- Р. Ц. Неминовно (1997)
- Писац издалека (2003)
- Часови радости (2006)
- Врло мало светлости (2010)
- Сусрет под необичним околностима (2016)
- Слобода говора (2020)
- Пакрац (2023)[4]

#### Књиге прича
- Прилично мртви (2000)
- Пристаништа (2014)

#### Друго
- Не реметећи расуло (песме, 1991)
- Самосвођење (песме, 1999)
- Жилави комади (драме, 2009)
- Мемоари, амнезије (есеји, 2012)